# Einsatzgruppe
Einsatzgruppe (la plural Einsatzgruppen) (cuvânt german care se poate traduce ca „grup de intervenție”) era denumirea unor grupări paramilitare formate de Heinrich Himmler și operate de SS înainte de și în timpul celui de-al doilea război mondial. Misiunea lor principală era, după cum spunea generalul SS Erich von dem Bach-Zelewski la procesele de la Nürnberg, "anihilarea evreilor, țiganilor, și comisarilor politici." Erau o componentă cheie a planurilor lui Hitler de a-și implementa "soluția finală a problemei evreiești" (în germană Die Endlösung der Judenfrage) în teritoriile cucerite.
Formate mai ales din oameni din Ordnungspolizei, Waffen-SS și din voluntari locali, și conduse de ofițeri Gestapo, Kripo, și SD, aceste comandouri ale morții urmăreau Wehrmachtul în înaintarea sa spre est în Europa de est și Uniunea Sovietică. În teritoriile ocupate, Einsatzgruppen au folosit populațiile locale pentru securitate sporită și întăriri atunci când era necesar. Activitățile Einsatzgruppen erau executate de număr mare de persoane din diferite ramuri ale SS și ale statului german.